# マイキーとアル マナーをおぼえよう
                                                                                              『マイキーとアル　マナーをおぼえよう』(Can You Teach My Alligator Manners?)は、ディズニー・チャンネルで朝～昼に放送されている、子供たちのための特別枠『ディズニージュニア』の1番組である。

## 登場人物
Mikey
声- /英 -コリン・フォード
主人公の少年。
アルがちょっとした失敗（1話につき2回）をした際に、2択クイズ形式で「正しいのはどっち?」と視聴者に尋ねる。
Al
声- /英 -ロブ・ポールセン
マイキーのペットのワニ。
Mom
声- /英 - レイチェル・マクファーレン
Nana
声- /英 -エステル・ハリス
Eric
声- /英 -ビリー・アンガー
Chloe
声- /英 -テイラー・ヘンダー
Dr. Sullivan
声- /英 - ロランダ・ワッツ